# ۲۵۸ (قمری)
۲۵۸ (قمری)، دویست و پنجاه و هشتمین سال در گاهشماری هجری قمری است. اول محرم این سال برابر با بیست و دوم نوامبر سال ۸۷۱ میلادی است.